# 聖體

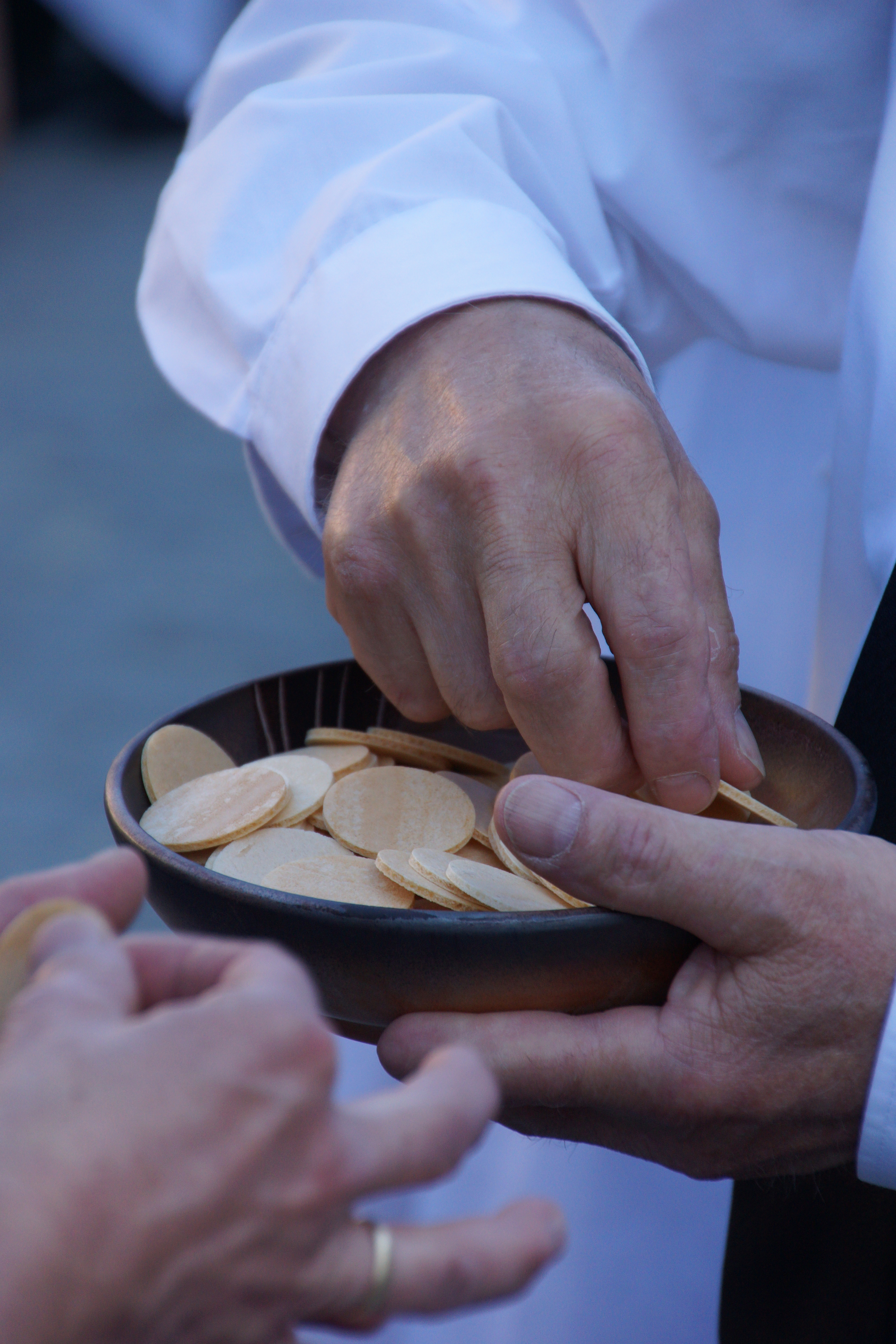
2017年一場在德國慶祝的基督聖體聖血節發送聖體

聖體（也稱為聖體寶血或真身體、真寶血）是天主教會、東正教會、聖公會、路德宗等基督教宗派的教條所教導，在聖餐儀式中使用的面包。其與聖血（聖餐酒）一起構成聖餐的兩大要素。这种面包可以是发酵的或不发酵的，这取决于不同宗派的传统。

## 天主教會
天主教會視領聖體為與上主結合共融；耶穌基督以他那因聖神而充滿生命、並賦予生命的聖體，以其聖血訂立「新而永久之盟約」，把生命賜給人類。無酵餅是紀念「痛苦之餅」。

## 東正教會
東正教會使用發酵麵餅來做聖體，認為發酵象徵著復活的基督。

## 路德宗
路德宗教導聖餐中耶穌基督的真正聖體、寶血真實地臨在餅酒中，亦即是當會眾領聖餐（即天主教會所指的「領聖體」）時他們可經歷：
- 真實的餅
- 真實的酒
- 主的真身體
- 主的真寶血

宗教改革家馬丁路德表示，耶穌基督設立聖餐的說話按字面解釋是很明顯直接的，特別那個「是」字（馬太福音26:26-28、路加福音22:14-20、哥林多前書11:23-25）。然而卻因經文內容簡單的緣故出現了各種解釋：如有的說主的體血只是象徵代表（「象徵說」、「代表說」），餅酒才是真實的；另有的說餅酒已「完全變成主的體血」（「變質說」），「只有體血再沒有餅酒」。  所以聖保羅在《新約》中論到聖餐的話便成為重要補充，他在《哥林多前書》10章16-22節，11章20-34節曾兩次論到這問題，當中10章16節說明：
我們所祝福的杯，豈不是同領基督的血嗎？我們所擘開的餅，豈不是同領基督的身體嗎？
16節所說的餅和杯（酒），乃是要領聖餐的會眾與基督的真身體真寶血有聯絡。「領受」兩字，在希臘文原版新約聖經原文κοινωνία常常含有「實在有份」的意思。路德宗認為，這證明保羅指出餅酒不是象徵或已變成主的體血，而是信徒領受餅酒時真實地藉此媒介同領主的體血，所以路德宗稱此為「實體臨在說」（也稱「真實臨在說」），或稱為「同領說」。另外，保羅在《哥林多前書》11:27-29說：
因此，無論甚麼人若用不合適的態度吃主的餅，喝主的杯，就是得罪主的身體、主的血了。所以人應當省察自己，然後才吃這餅，喝這杯。因為那吃喝的人，如果不辨明是主的身體，就是吃喝定在自己的身上的罪了。
路德宗認為這更證明領聖餐者是要按著道理，明白領受餅和酒時是如何與主耶穌的真身體、真寶血有聯絡和關係。按保羅所指，信徒知道凡是吃餅喝酒的信徒，耶穌的體、血都與他們有份，這是救主耶穌親自應許的，所以當領聖餐時若不分辨吃喝是同領餅酒與主的體血，便是吃喝自己的罪（自招審判）了。路德宗認為要努力堅持這個教義，因為上帝是輕慢不得。
所以，路德宗同時否定「象徵說」和一些學者提出的「同質說」，也否定天主教會的「變質說」。 

## 聖公宗
聖公宗認為聖餐是基督所吩咐門徒持續紀念他為我們降生、受苦、犧牲、復活、飛昇及直至他再臨的聖禮。全教會在聖餐對上主獻上感恩與讚頌，都是靠賴基督捨己的功勞，「把自己一次獻上為祭。聖餐禮正是體現這藉著基督獻祭得以與他聯合的恩典。」作為聖禮，聖餐禮的外在可見的標記就是遵從基督所吩咐被祝聖、分派予信眾領受的餅和酒。而聖餐禮的內在靈恩乃是上帝給予他的子民所憑著信而領受的基督聖體及寶血。

## 外部連結
- 聖餐觀念中的實體臨在說 （页面存档备份，存于），
- 香港聖公會禮儀：聖餐禮 （页面存档备份，存于）